# Chickamauga
Chickamauga és una població dels Estats Units a l'estat de Geòrgia. Segons el cens del 2000 tenia 2.245 habitants.

## Demografia
Segons el cens del 2000, Chickamauga tenia 2.245 habitants, 899 habitatges, i 644 famílies. La densitat de població era de 478,9 habitants per km².
Dels 899 habitatges en un 34,9% hi vivien nens de menys de 18 anys, en un 56,2% hi vivien parelles casades, en un 11% dones solteres, i en un 28,3% no eren unitats familiars. En el 25,1% dels habitatges hi vivien persones soles el 10,8% de les quals corresponia a persones de 65 anys o més que vivien soles. El nombre mitjà de persones vivint en cada habitatge era de 2,5 i el nombre mitjà de persones que vivien en cada família era de 3.
Per edats la població es repartia de la següent manera: un 26% tenia menys de 18 anys, un 9,3% entre 18 i 24, un 29,4% entre 25 i 44, un 22% de 45 a 60 i un 13,4% 65 anys o més.
L'edat mediana era de 37 anys. Per cada 100 dones de 18 o més anys hi havia 90,8 homes.
La renda mediana per habitatge era de 40.110 $ i la renda mediana per família de 46.037 $. Els homes tenien una renda mediana de 31.447 $ mentre que les dones 21.776 $. La renda per capita de la població era de 17.716 $. Entorn del 5,6% de les famílies i el 8% de la població estaven per davall del llindar de pobresa.

## Poblacions més properes
El següent diagrama mostra les poblacions més properes.